# Bryodema luctuosa
Bryodema luctuosa is een rechtvleugelig insect uit de familie veldsprinkhanen (Acrididae). De wetenschappelijke naam van deze soort is voor het eerst geldig gepubliceerd in 1813 door Stoll. De soort komt voor in Binnen-Mongolië. De sprinkhanen zingen tijdens de vlucht, door met hun poten langs hun vleugels te strijken.